# Селчоара (Тулча)
Селчоара (рум. Sălcioara) — село у повіті Тулча в Румунії. Входить до складу комуни Журіловка.
Село розташоване на відстані 225 км на схід від Бухареста, 42 км на південь від Тулчі, 72 км на північ від Констанци, 97 км на південний схід від Галаца.

## Населення
За даними перепису населення 2002 року у селі проживали 1406 осіб, з них 1399 осіб (99,5%) румунів. Рідною мовою 1399 осіб (99,5%) назвали румунську.